# 緬甸小鱗鰣
緬甸小鱗鰣為輻鰭魚綱鲱形目鲱科的其中一種，分布於亞洲緬甸的淡水流域，體長可達16公分，棲息在河川中下游，可做為食用魚。

## 擴展閱讀
維基物種上的相關：緬甸小鱗鰣